# Lago Inferiore di Glendalough
Il lago Inferiore di Glendalough (Glendalough Lower Lake in inglese) è un lago irlandese situato nella valle di Glendalough nella contea di Wicklow. Poco più a monte si trova il lago Superiore di Glendalough, con il quale un tempo formava un unico lago, mentre poco più a valle si trova il sito monastico altomedioevale di Glendalough.
Il lago ricade nel parco nazionale dei Monti Wicklow.

## Flora
Lo specchio d'acqua è caratterizzato da rive paludose, popolate da esemplari di Gymnadenia borealis, Equisetum e Viola palustris che fanno la loro comparsa annualmente.